# Fujifilm Finepix S5 Pro
Die Fujifilm Finepix S5 Pro (kurz Fuji S5) ist eine professionelle digitale Spiegelreflexkamera der japanischen Firma Fujifilm auf technischer Grundlage der Nikon D200. Sie ist Nachfolgerin der Fujifilm Finepix S3 Pro und kam im Juli 2007 auf den Markt.

## Besondere Merkmale
Für die S5 nutzt Fuji das spritzwassergeschützte Metallgehäuse der D200 aus einer Magnesium-Legierung. Auf der Vorderseite unterscheidet sie sich durch den anderen Herstellerschriftzug und einen durchgängig schwarzen Handgriff. Auf der Rückseite sind die Bedienknöpfe links neben dem Monitor anders beschriftet.
Technisches Hauptunterscheidungsmerkmal der Fuji S5 ist der Super-CCD-Sensor vom Typ SRII mit 6,17 Millionen „S-Pixeln“ und 6,17 Millionen „R-Pixeln“. Wie bei der S3 sind die der Funktion der Pixel in gewöhnlichen Sensoren entsprechenden S-Pixel versetzt zueinander angeordnet, die R-Pixel in den Lücken. Diese sind weniger lichtempfindlich und ermöglichen einen höheren Dynamikumfang bis zu 400 %. Zur Auflösung tragen die R-Pixel nicht bei, die Sensordaten werden aber kameraintern auf 12,3 MP interpoliert. Der Dynamikbereich kann bei der S5 in sechs Stufen bestimmt werden und umfasst maximal 11.8 Blendenstufen.
Der Bereich für den einstellbaren Belichtungsindex des Bildsensors reicht von ISO 100 bis 3200 mit einem geringeren Bildrauschen als beim Vorgängermodell.
Eine weitere Fuji-Eigenheit ist die Angleichung der Farbwiedergabe auf analoge Fuji-Filmemulsionen (z. B. des Diafilms Velvia), bei der S5 von zuvor zwei Filmsimulationsmodi auf sechs Stufen und die Möglichkeit zur zusätzlichen Feinabstimmung erweitert.
Die Serienbildgeschwindigkeit hat sich gegenüber der S3 nicht verändert. Bei herkömmlichem Dynamikumfang (100 %) nimmt die Kamera drei Bilder in der Sekunde auf, bei hohem Dynamikumfang reduziert sich die Bildrate auf 1,5 B/s. Der Puffer der S5 ist größer, so dass sie bei vollem Dynamikumfang acht statt bisher drei Raw-Dateien (plus JPEG) in Serie aufnehmen kann, 24 bei Standarddynamik und einfachem Raw-Modus (ohne JPEG), bis zu 100 Bilder bei geringster JPEG-Bildgröße und -auflösung ohne gleichzeitige Raw-Aufnahme.
Eine speziell auf Porträtaufnahmen ausgelegte Funktion der Kamera ist eine Gesichtserkennung im Wiedergabemenü, mit der gezielt auf erkannte Gesichter fokussiert werden kann.
Für Stillleben-, Repro- und Makrofotografie und die Verwendung von manuell zu fokussierenden Objektiven gibt es eine Livevorschau mit Lupenfunktion.
Eine weitere Neuerung gegenüber dem Vorgänger ist die Option zur Spiegelvorauslösung.

## Verwendung
Ein typischer Anwendungsfall, bei dem der erhöhte Kontrastumfang ausgenutzt wird, sind Hochzeitsfotos. Hierbei sind die Anforderungen durch den starken Kontrast zwischen dem weißen Brautkleid und dem schwarzen Anzug des Bräutigams einerseits und den erforderlichen natürlichen Hauttönen besonders hoch. Ähnliches gilt für Bereiche der Porträt- oder Studiofotografie.

## Zubehör
Die Fuji S5 ist mit dem Zubehör der Nikon D200 weitgehend kompatibel (Objektive mit Nikon-F-Bajonett, auch manuelle Ai-Objektive, iTTL-Blitzsystem, Fernauslöser, Handgriff, Sucherzubehör, Netzteil). Allerdings verwendet die Fuji S5 einen eigenen Akku-Typ (NP-150).
Auf Softwareebene sind beide Kameras hingegen nicht kompatibel, da Fuji ein eigenes Rohdatenformat (Dateiendung .raf) verwendet.

## Fujifilm IS Pro
Als Sondermodell bietet Fujifilm in den Vereinigten Staaten und in Großbritannien eine Variante mit erweiterter spektraler Empfindlichkeit unter der Bezeichnung IS Pro an. Sie ermöglicht die Aufzeichnung im Wellenlängenbereich von 380 bis 1000 nm. Die IS Pro ist Nachfolger der Finepix S3 Pro UVIR.